# Trận Giang Lăng (208–209)
Trận Giang Lăng (chữ Hán: 江陵之戰 Giang Lăng chi chiến) là trận đánh thời Tam Quốc trong lịch sử Trung Quốc giữa các phe quân phiệt: liên minh Tôn Quyền – Lưu Bị giao tranh với Tào Tháo.

## Hoàn cảnh
Huyện Giang Lăng (江陵) vốn là sở trị của Nam Quận (thuộc Kinh châu). Khi Lưu Biểu đến trấn trị Kinh châu (190) đã chọn huyện Tương Dương làm nơi đóng trụ sở. Tuy nhiên, Giang Lăng vẫn giữ vai trò trọng yếu, là nơi cất chứa kho tàng vũ khí của Kinh châu.
Năm 208, Tào Tháo khởi binh đánh Kinh châu. Vừa lúc đó Lưu Biểu mất, con là Lưu Tông đầu hàng Tào Tháo. Lưu Bị - quân phiệt bị Tào Tháo đánh bại ở phương bắc, chạy xuống nương nhờ Lưu Biểu từ năm 201 – liệu thế không chống đỡ nổi quân Tào nên bỏ Tân Dã, Phàn Thành chạy về Giang Lăng. Nhưng Tào Tháo cũng nhận thức rõ vai trò của Giang Lăng nên lựa 5000 quân thiết kị, cùng Tào Thuần và Văn Sính đuổi gấp. Lưu Bị mang theo nhiều dân chúng nên không thể chạy nhanh, bị Tào Tháo đánh cho đại bại ở Đương Dương Tràng Bản, phải chạy sang Giang Hạ với con lớn của Lưu Biểu là Lưu Kỳ.
Tào Tháo thúc quân chiếm giữ Giang Lăng. Lưu Bị tìm cách liên minh với Tôn Quyền, đánh bại Tào Tháo một trận lớn ở Xích Bích vào tháng 11 năm 208.
Tào Tháo bại binh, phải nhanh chóng trở về giữ phương bắc, giao cho Tào Nhân và Từ Hoảng ở lại giữ thủ huyện Nam Quận là Giang Lăng, sai Nhạc Tiến giữ Tương Dương. Còn Lưu Bị và Tôn Quyền đều muốn nhân đà thắng lợi để giành lấy vùng đất chiến lược Kinh châu. Trọng điểm Giang Lăng trở thành một trong những đích nhắm tới của Tôn Quyền lẫn Lưu Bị, và chiến sự giành giật huyện này nổ ra.

## Diễn biến

### Tào Nhân giao tranh với quân tiên phong Giang Đông
Sau trận Xích Bích, Lưu Bị đề nghị Tôn Quyền nên nhân lúc quân Tào mới thua, phải phát động tấn công ngay. Theo ý kiến của Lưu Bị, Chu Du cất quân đánh vào chính diện, còn Lưu Bị theo đường Hạ Thủy phía sau.
Tôn Quyền đóng quân Sài Tang, sai Chu Du cầm vài vạn quân tiền tuyến từ Xích Bích, Ô Lâm tiến đánh Giang Lăng. Lưu Bị, Quan Vũ và Trương Phi mang hơn 1000 quân mã đóng ở bờ nam sông Trường Giang cùng tiến.
Chu Du cử vài ngàn quân tiên phong đi trước, tự mình cầm đại quân theo sau. Thấy quân Giang Đông kéo đến, Tào Nhân lập tức tuyển ba trăm người, phái bộ tướng là Ngưu Kim làm chỉ huy, ra đón đánh.
Quân Giang Đông đông hơn, vì thế Ngưu Kim bị vây hãm. Quan Trưởng sử dưới quyền Tào Nhân là Trần Kiều cùng ở trên thành, trông xa thấy Ngưu Kim sắp nguy cấp, cùng các tướng rất lo lắng.
Tào Nhân bảo quân hầu mang ngựa đến, để xông ra giao chiến. Trần Kiều cùng các tướng thấy quân Giang Đông mạnh, níu giữ ông lại, cho rằng có thể thí mạng mấy trăm quân không có gì là nặng. Nhưng Tào Nhân hăng hái không chịu, nhất định mặc áo giáp lên ngựa, dẫn mấy chục quân kỵ mang cờ chỉ huy ra khỏi thành.
Trần Kiều và các tướng trên thành cho rằng Tào Nhân nên chống giữ bên hào, để tạo hình thế ứng cứu Ngưu Kim, nhưng ông dẫn quân vượt qua hào tiến thẳng về phía trước, xông vào vòng vây của quân Giang Đông. Nhờ sự dũng mãnh của Tào Nhân, quân Tào đánh thốc vào trận phá được vây, Ngưu Kim được giải thoát. Nhưng vẫn còn nhiều binh sĩ ở lại chưa ra được, Tào Nhân bèn quay trở lại đột phá, giết được mấy chục người bên quân Giang Đông, đưa hết binh của Ngưu Kim ra. Quân Giang Đông không chống nổi, phải lui về.
Tào Nhân thu quân về, Trần Kiều và các tướng đều vô cùng khâm phục tài năng của ông.

### Chu Du, Lưu Bị giáp công
Chu Du mang đại quân đến, cùng các tướng sĩ tác chiến suốt mấy tháng nhưng không thể hạ được thành. Tào Nhân kiên cường chống trả trước các đợt tấn công của quân Ngô. Trong lúc Chu Du chưa tìm ra cách phá thành, Tào Nhân tổ chức đột kích ra ngoài. Quân Giang Đông mấy lần bị tấn công bất ngờ, tổn hại khá nhiều binh sĩ.
Cam Ninh hiến kế với Chu Du, hãy đánh thành Di Lăng bên cạnh để cô lập Giang Lăng, thu hút sự chú ý của Tào Nhân và Từ Hoảng sang đó. Chu Du đồng tình, bèn sai Cam Ninh mang quân đi đánh. Quân Tào trong thành yếu ớt, Cam Ninh nhanh chóng đánh chiếm được thành Di Lăng.
Chu Du theo đề nghị của Lưu Bị, để Trương Phi đem 1000 quân theo Chu Du cùng tác chiến tại Giang Lăng, đổi lại Chu Du phái 2000 quân tăng cường cho Lưu Bị cùng theo đường Hạ Thủy cắt đứt phía sau của Tào Nhân.
Nghe tin Di Lăng mất, Tào Nhân phái 5000 quân tới đánh chiếm lại Di Lăng. Cam Ninh chỉ có vài trăm quân và 1000 dân trong thành. Quân Tào dựng lên nhiều chòi cao bắn vào thành. Quân Ngô sợ hãi, chỉ có Cam Ninh vẫn bình tĩnh chống trả và sai người đi cầu cứu Chu Du.
Theo lời Lã Mông, Chu Du chia một nửa quân cho Lăng Thống ở lại Giang Lăng vây áp Tào Nhân, tự mình mang quân tới giải vây thành Di Lăng. Chu Du kéo tới đánh bại quân Tào đang vây bức Di Lăng, giải vây cho Cam Ninh.
Quan Vũ theo lệnh biệt phái của Lưu Bị và Chu Du, mang quân lên đường lên bắc, cắt đứt đường rút lui của Tào Nhân. Lúc đó Thái thú Nhữ Nam là Lý Thông dưới quyền Tào Tháo phát hiện, bèn dẫn quân ra đánh Quan Vũ. Quan Vũ thúc quân bủa vây. Lý Thông và các tướng sĩ xuống ngựa nhổ hết chông chà, xông vào vòng vây của Quan Vũ, vừa đánh vừa tiến lên, cuối cùng phá được vây, đánh lui được Quan Vũ, khiến đường nối phía bắc với Giang Lăng của quân Tào được thông suốt.

### Tào Nhân rút lui
Tào Nhân tiếp tục cố thủ trong thành Giang Lăng. Chu Du, Cam Ninh và Lăng Thống đóng quân ở Giang Hạ và phụ cận Giang Lăng, tấn công ác liệt nhiều lần không có kết quả. Trong một đợt tấn công lên thành, Chu Du bị trúng tên của quân Tào, bị thương ở mạng sườn. Để cổ vũ tinh thần quân sĩ, ông gắng gượng chống gậy đứng dậy chỉ huy quân sĩ.
Tào Nhân nghe tin Chu Du bị thương, bèn mang quân tới đánh, nhưng thấy quân Ngô vẫn phòng thủ vững vàng, phải lui binh.
Hai bên giao tranh suốt 1 năm không phân thắng bại. Lưu Bị điều Quan Vũ về nam, phối hợp với Gia Cát Lượng và Triệu Vân tấn công, lần lượt đánh chiếm và thu hàng các quận Trường Sa (长沙), Quế Dương (桂阳), Vũ Lăng (武陵) và Linh Lăng (零陵), phát triển thế lực của Lưu Bị về phía nam Kinh châu. Trong khi đó, Tôn Quyền cũng khởi đại quân từ Sài Tang tấn công vào Hợp Phì.
Tháng chạp năm 209, sự vây bức ngày càng ác liệt của quân Giang Đông khiến quân Tào tổn thất thảm trọng, Tào Tháo bèn lệnh cho Tào Nhân bỏ thành Giang Lăng rút về Tương Dương. Tào Nhân và Từ Hoảng theo lệnh, bèn rút hết quân sĩ về Tương Dương là trị sở Kinh châu cũ của Lưu Biểu, thiết lập và chỉnh đốn phòng tuyến mới.
Chu Du thúc quân vào chiếm đóng Giang Lăng và các huyện phụ cận.

## Hậu quả và ý nghĩa
Chiến dịch Giang Lăng kéo dài hơn 1 năm mới kết thúc. Tuy chưa chiếm được toàn bộ Nam quận nhưng Tôn Quyền đã giành quyền kiểm soát đại bộ phận phía nam; chỉ còn lại vài huyện quanh Tương Dương vẫn còn trong tay Tào Tháo. Chu Du được Tôn Quyền phong làm Thái thú Nam quận, thiết lập chiến tuyến tiền tiêu tại đây trong cuộc đối đầu với Tào Nhân.
Trong khi Lưu Bị và Trương Phi tham gia tác chiến cùng Chu Du, Gia Cát Lượng, Quan Vũ, Triệu Vân phối hợp với Lưu Kỳ tấn công 4 quận Trường Sa, Quế Dương, Vũ Lăng và Linh Lăng ở phía nam Kinh châu. Các thái thú Kim Toàn, Lưu Độ, Hàn Huyền và Triệu Phạm đều đầu hàng.
Tam Quốc diễn nghĩa kể rằng Thái thú Trường Sa là Hàn Huyền bị Ngụy Diên giết chết vì định giết Hoàng Trung. Trên thực tế, Ngụy Diên thuyết phục được Hoàng Trung kích động các tướng sĩ không theo lệnh của Hàn Huyền, khiến Hàn Huyền buộc phải đầu hàng.
Phần Tôn Quyền tấn công Hợp Phì thất bại. Như vậy sau 1 năm khổ chiến sau trận Xích Bích, phía Tôn Quyền chỉ thu được nửa Nam quận (và nửa quận Giang Hạ có từ trước), còn Lưu Bị có được 4 quận phía nam (thêm nửa quận Giang Hạ của Lưu Kỳ).
Tuy nhiên, chiến quả của Chu Du không hề nhỏ, vì vị trí chiến lược của Giang Lăng vẫn rất quan trọng trong thời cuộc mới. Giang Lăng nói riêng và Nam quận nói chung là vị trí trung tâm Hoa Hạ, từ đây có thể phát động chiến tranh lên trung nguyên với Tào Tháo và tấn công sang Ích châu của Lưu Chương, Trương Lỗ. Trong khi chiến lược Long Trung đối sách mà Gia Cát Lượng đã quy hoạch cho Lưu Bị chính là giành lấy hai châu Kinh, Ích để có 2 đường tấn công lên trung nguyên tranh giành thiên hạ, thì Chu Du cũng đề ra với Tôn Quyền về chiến lược từ Giang Lăng tiến vào chiếm Thục và Hán Trung rồi liên kết với Mã Siêu để cùng đánh lên trung nguyên từ mấy đường.
Bốn quận mà Lưu Bị có được chỉ giúp Lưu Bị giải quyết vấn đề nhân lực và kinh tế, không đóng vai trò chiến lược trong việc thi hành Long Trung sách. Do đó, Lưu Bị và Gia Cát Lượng phải tính tới việc tiếp cận địa bàn các quận phía bắc Kinh châu mà hậu quả là ông phải dùng nhiều nỗ lực ngoại giao, phải đợi tới khi Chu Du qua đời (210), cộng thêm sự hỗ trợ của một nhân vật ôn hòa, coi trọng liên minh Tôn-Lưu là Lỗ Túc để thực hiện được mục đích mượn huyện Giang Lăng, gọi là "mượn Kinh châu" của Tôn Quyền để có bàn đạp tiếp cận với trung nguyên. Tôn Quyền nghe theo lý lẽ của Lỗ Túc (khiến Tào Tháo thêm kẻ thù, mượn sức Lưu Bị đỡ cho gánh nặng phía tây Giang Đông), đồng ý cho Lưu Bị mượn Giang Lăng.
Cũng vì việc Lưu Bị vẫn không trả lại Giang Lăng sau khi lấy được Ích châu, Tôn Quyền quyết định dùng vũ lực để đoạt lại vùng đất chiến lược này.

## Trong Tam Quốc diễn nghĩa
Trong tiểu thuyết Tam Quốc diễn nghĩa, La Quán Trung gọi Giang Lăng – thủ huyện của Nam Quận là "thành Nam Quận"; thành Công An huyện Sàn Lăng là nơi đóng bản doanh của Lưu Bị từ sau trận Xích Bích đến trước khi mượn được "Kinh châu thuộc Ngô" (tức Giang Lăng) thì La Quán Trung gọi là "thành Kinh châu"; còn Tương Dương vốn cũng thuộc Nam quận, là trị sở Kinh châu thời Lưu Biểu, tới khi Tào Tháo chiếm cũng dùng làm trị sở Kinh châu (thuộc Ngụy), La Quán Trung vẫn gọi là "Tương Dương".
Chiến dịch Giang Lăng trong tiểu thuyết Tam Quốc diễn nghĩa được La Quán Trung mô tả rất ly kỳ, với nhiều trận xung đột giữa hai bên. Tào Nhân và Chu Du giao tranh khổ chiến khiến cả hai bên đều bị thiệt hại.
Chu Du bị trúng tên của Tào Nhân, lại phao tin mình chết để Tào Nhân đến cướp trại. Khi quân Tào đến nơi, Chu Du đổ binh ra đánh khiến quân Tào thua to, Tào Nhân phải rút chạy về phía bắc. La Quán Trung muốn quy công lao chiếm thành cho phe Lưu Bị, nên hư cấu việc Gia Cát Lượng dùng kế "nẫng tay trên" của Chu Du trong việc chiếm Nam Quận (Giang Lăng). Trong lúc Tào Nhân mang quân đi cướp trại Chu Du thì Khổng Minh đã sai Triệu Vân mang kỳ binh đánh úp Nam Quận (Giang Lăng). Chu Du đánh bại được Tào Nhân rồi định đến chiếm thành thì Triệu Vân đã đứng trên thành tuyên bố thành thuộc về Lưu Bị.
Chu Du bực tức bèn quay sang "đánh Kinh châu" (Công An) nhưng thành này cũng bị Gia Cát Lượng nẫng tay trên bằng cách lấy binh phù của Tào Nhân điều quân Tào ở đây đi cứu Nam Quận rồi đánh úp.
Hơn nữa, La Quán Trung còn hư cấu việc Khổng Minh thừa cơ chiếm luôn cả thành Tương Dương. Khổng Minh bắt được thủ hạ của Tào Nhân là Trần Kiều, lại dùng binh phù sai người chạy đến Tương Dương, giả làm quân Tào Nhân cầu cứu, Hạ Hầu Đôn bèn mang quân ra khỏi Tương Dương đi cứu Tào Nhân, thì Quan Vân Trường lại mang quân tới đánh úp luôn Tương Dương (trên thực tế là Tương Dương còn trong tay Tào Nhân mãi đến sau này).
Trong khi Chu Du khổ chiến cả năm không thu được kết quả gì thì Lưu Bị không mất nhiều công sức lại đoạt được 3 trọng trấn của Kinh châu. Điều đó khiến Chu Du uất ức, vỡ vết thương ngã lăn ra. Sự việc này được gọi là "chọc tức Chu Du lần đầu".